# Турецька музика
Турецька музика складається переважно з тюркських елементів; частково вплинула центральноазійська народна музика, арабська музика, грецька музика, османська музика, перська музика і балканська музика. В сучасній музиці також є елементи європейської та американської поп-музики.
Коріння традиційної музики в Туреччині сягають у глибину століть до того часу, коли в XI столітті турки-сельджуки мігрували в Анатолію і Персію. Значну частину сучасної популярної турецької музики сформовано на початку 1930-х років, коли турецькі композитори почали прагнути до вестернізації.
З асиміляцією в Туреччині іммігрантів з різних регіонів зростала різноманітність музичних жанрів та музичних інструментів. У Туреччині на основі задокументованої народної музики також стали записувати популярну музику в етнічних стилях грецької, вірменської, албанської, польської, азербайджанської та єврейської громад. У багатьох турецьких містах є яскраві місцеві музичні колективи, які підтримують низку регіональних музичних стилів. Попри це, музика західного стилю поступилася в популярності турецькій арабесці наприкінці 1970-х і 1980-х роках, причому навіть її найбільші прихильники — Ажда Пеккан та Сезен Аксу — впали в статусі. Західна поп-музика знову стала популярною на початку 1990-х років після того, як економіка й суспільство в Туреччині стали відкритішими. Завдяки підтримці Сезен Аксу відродження популярності поп-музики призвело до появи декількох зірок турецької естради з міжнародною популярністю, таких як Таркан і Сертаб Еренер. Кінець 1990-х років також відзначено виникненням андеґраундної музики, а саме турецького альтернативного року, електронної музики, хіп-хопу, репу і танцювальної музики на противагу основним жанрам поп-музики й арабески.

## Класична музика
Османська придворна музика має велику й різноманітну систему режимів або шкал, відомих як макам, та інші правила музичної композиції. Низка систем позначень використовувався для передання класичної музики, серед яких домінує нотопис Амбарцума, використовуваний до поступового введення західного нотопису. Турецька класична музика викладається в консерваторіях і громадських клубах, найшанованішим з яких є Музичне товариство Ускюдара в Стамбулі.
Специфічною послідовністю класичних турецьких музичних форм стає фасил (тур. fasıl — «розділ»): сюїта інструментального вступу (пешрев), інструментальне завершення (саз семаїсі), а між ними — основний розділ вокальних композицій, який починається з вокалу і акцентується інструментальними імпровізаціями (таксім). Повний концерт фасилу включає чотири різні інструментальні форми і три вокальні форми, зокрема легку класичну пісню (шарки). Строго класичний фасил залишається незмінним макамом, починаючи з вступного таксима і зазвичай закінчуючи танцювальною мелодією (оюн хаваси). Однак, коротші стародавні композиції, попередниці сучасних пісень, теж є частиною цієї традиції, багато з яких дуже старі, починаючи з XIV століття; багато з них новіші, особливо популярним був автор пісень XIX століття Хаджі Аріф-бей.
Відомі композитори і виконавці жанру
Іншими прихильниками жанру турецької класичної музики були, зокрема, Деде Ефенді, Алі Уфкі, Димитрій Кантемір, Амбарцум Лимонджян, Татьос Ексерджян, Селім III і Сулейман I. Найвідомішими сучасними турецькими виконавцями пісень під класичну музику є Мюнір Нуреттін Сельчук, Бюлент Ерсой, Зекі Мюрен, Мюзейєн Сенар.

### Музичні інструменти
До традиційних у турецькій класичній музиці інструментів нині включають танбур — щипкову лютню з довгим грифом, най — флейту з поздовжнім отвором на кінці, кеменче — зігнуту скрипку, уд — щипкову необлицьовану лютню з коротким грифом, канун — щипкову цитру, скрипку і, в музиці мевлеві — ударний інструмент кудюм[прояснити] і арфу.

### Османська гаремна музика: танок живота

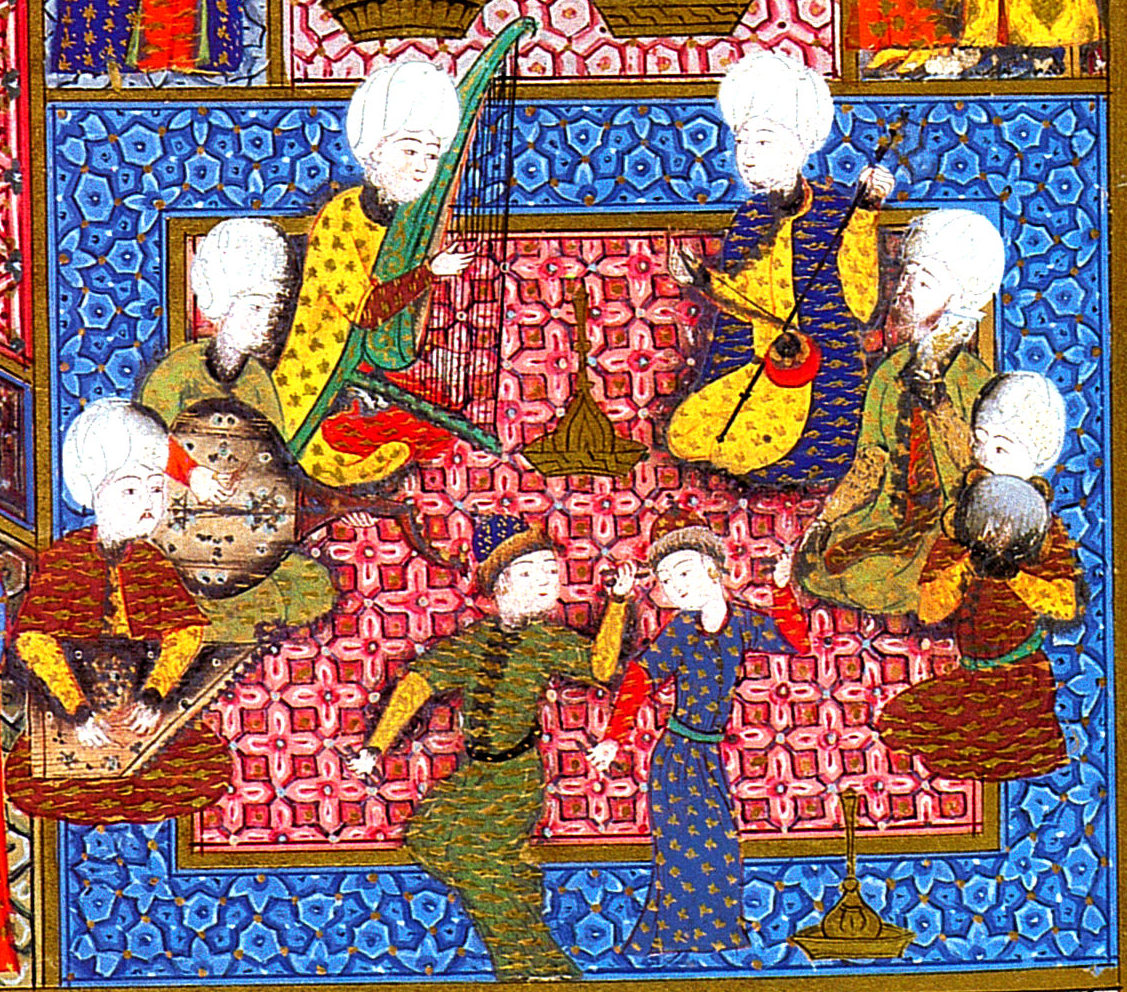
Танцівники виконують танок живота у гаремі

Між макамом в османських дворах і мелодіями в османських гаремах утворився вид танцювальної музики, який відрізняється від фасила і оюн хаваси. В Османській імперії гарем був тією частиною будинку, яка відділяла жінок від сім'ї. У гареми не допускалися невінчані чоловіки. Євнухи охороняли гареми султана, які були досить великими, там могли перебувати кілька сотень жінок, які були дружинами й наложницями. Там жінки-танцюристки та музиканти розважали жінок, що живуть у гаремі. Танець живота виконували жінки для жінок. Такі танцівниці знані як раккасе (тур. rakkase — «танцівниця») і вони майже ніколи не з'являлися публічно.
В Османській імперії цей вид гаремної музики вивели з покоїв султана для публіки вуличні артисти-чоловіки і найняті танцюристи — раккаси (тур. rakkas — «танцюрист»). Ці танцюристи публічно виступали на весільних урочистостях, святах, фестивалях і в присутності султанів. Сучасний східний танець у Туреччині походить від цієї традиції османських раккасів. Його помилково порівнюють з грецьким танцем живота цифтетелі й називають на турецький манір — чифтетелі. Проте, чифтетелі тепер є видом народної музики, — з піснями, які описують їх місцеве походження, тоді як раккас, як випливає з назви, має близькосхідне походження. Танцюристи також відомі грою на кимвалі — музичному інструменті з двох тарілок, також відомому як сагати.

### Вплив циганської музики

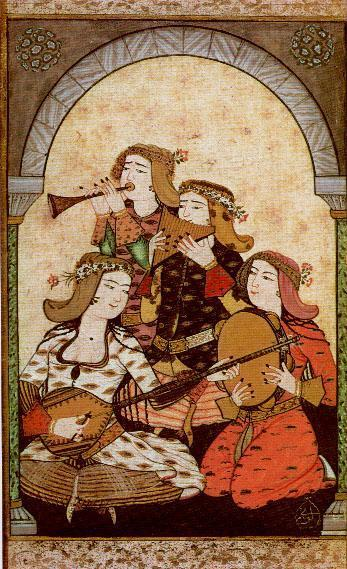
Музикантки в османському дворі

Міська циганська музика вплинула на класичну турецьку музику через локальну культуру в мейхане і тавернах Туреччини. Цей вид музики — фасил (не плутати з музичною формою класичної турецької музики фасил) — з їжею й алкогольними напоями, асоціюють з нижчим класом турецького суспільства, хоча нині музика фасил також може звучати й у більш респектабельних закладах.
Циганська музика також вплинула на музичну форму фасил. У концертах танцювальну музику, необхідна в кінці кожного фасилу, включено в османські раккаси або мотиви танцю живота. Ритмічний остинато, що супроводжує інструментальну імпровізацію (ритимли таксим) для живота, паралельний ритму класичної газелі, вокальної імпровізації у вільному ритмі з ритмічним супроводом. Популярні музичні інструменти в цьому виді фасилу — кларнет, скрипка, канун і дарбука. Кларнетист Мустафа Кандирали — відомий виконавець музики цього виду фасилу.

### Яничарська музика
Яничарські ансамблі (тур. Mehter Takımı) вважаються найстарішим видом ансамблів військового маршу в світі. Окремих інструменталістів згадано в орхонських написах, які вважаються найдавнішими письмовими джерелами історії Туреччини, датованих VIII століттям н. е. Проте, їх не згадують як ансамблі до XIII століття. Країни Європи від XVI століття запозичили з Туреччини поняття «ансамбль військового маршу».

### Вплив турецької музики на західну класичну музику
Музичні стосунки між турками й іншою Європою можна простежити протягом багатьох століть, і першим видом музичного сходознавства був турецький стиль. Європейські класичні композитори у XVIII столітті зачарувалися турецькою музикою, особливо роллю, відведеною духовим та ударним інструментам у яничарських ансамблях.
Йозеф Гайдн написав свою Військову симфонію, включивши до інструментального складу турецькі музичні інструменти, а також використав їх у деяких з опер. Турецькі інструменти включено в Симфонію № 9 Людвіга ван Бетховена, і він написав «Турецький марш» для додаткового збірника музики до «Руїн Афін», опера 113. Вольфганг Амадей Моцарт написав «Ronda alla turca» в своїй Сонаті для фортепіано № 11, а також використовував турецькі мотиви в своїх операх, таких як «Хор яничар» з «Викрадення із сералю». Наслідком впливу турецької класичної музики стало введення тарілок, великого барабана і дзвона в симфонічний оркестр, де вони зустрічаються донині. Джазовий музикант Дейв Брубек написав «Blue Rondo á la Turk» як данину пам'яті Моцарту і турецькій музиці.

### Вплив західної музики на турецьку класичну музику
Тоді як європейські військові оркестри XVIII століття вводили ударні інструменти яничарських ансамблів, взаємний вплив виник у XIX столітті у вигляді Ансамблю османської армії. 1827 року Джузеппе Доніцетті, старшого брата італійського оперного композитора Гаетано Доніцетті, запрошено як учителя музики до султана Махмуда II. Наступником Доніцетті був німецький музикант Пол Ланге, колишній музичний лектор Американського коледжу для дівчаток і Німецької вищої школи в Стамбулі, а потім його син — Ханс Ланге.
Після створення Турецької Республіки перехід колишнього Імперського оркестру (осм. Mızıka-ı Hümayun) зі Стамбула до нової столиці — Анкари — і перейменування його на президентський оркестр Республіки (тур. Riyaset-i Cumhur Orkestrası) ознаменували вестернізацію турецької музики. Назву пізніше змінено на Президентський симфонічний оркестр (тур. Cumhurbaşkanlığı Senfoni Orkestrası).
Його керівником був Осман Зекі Юнгер, автор музики до національного гімну Туреччини «Марш Незалежності» (тур. Istiklâl Marşı). Він підтримував закони, що гарантують обдарованим студентам підтримку держави і видачу стипендій тим, хто навчається за кордоном.
Подальший вплив пов'язаний зі створенням нової школи для навчання викладачів музики західного стилю 1924 року, перейменуванням 1926 року Стамбульської східної музичної школи на Стамбульську консерваторію і відправкою талановитих молодих музикантів за кордон для отримання музичної освіти. Серед них — відомі турецькі композитори, такі як Джемаль Решит Рей, Ульві Джемаль Еркін, Ахмед Аднан Сайгун, Неджіль Казим Аксес і Хасан Феріт Алнар, які стали відомими як Турецька п'ятірка.
Заснування 1936 року Анкарської державної консерваторії, за підтримки німецького композитора і музичного теоретика Пауля Гіндеміта показало, що Туреччина, з точки зору музики, хотіла бути схожою на Захід. Однак за наказом засновника Турецької Республіки Мустафи Кемаля Ататюрка, слідуючи філософії, взятій із Заходу, але щоб залишатися турецькою по суті, 1924 року запущено широкомасштабну класифікацію та архівування зразків турецької народної музики з усієї Анатолії, яка тривала до 1953 року, завдяки чому зібрано близько 10 000 народних пісень. 1936 року в контексті цих робіт Анкару й південно-східну Туреччину відвідав угорський композитор Бела Барток.
До 1976 року Турецька класична музика відродилась, і в Стамбулі створено державну музичну консерваторію, і класичні музиканти отримали таку ж підтримку, як і народні. Сучасними представниками західної класичної музики в Туреччині є Фазіль Сей, Іділь Бірет, Суна Кан і сестри Гюхер і Сюхер Пекінель.

## Народна музика

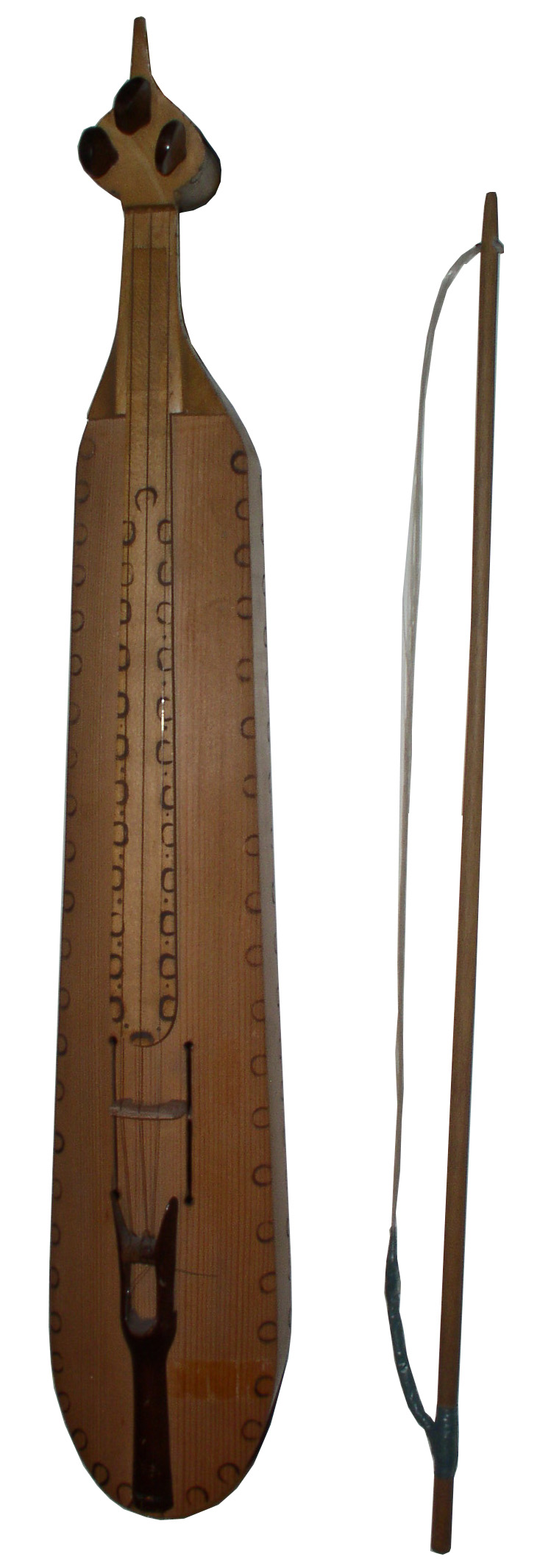
Чорноморське кеменче

Народна музика (тюркю) зазвичай пов'язана з предметами, що оточують повсякденне життя, і використовує менш помпезні теми, ніж любов і емоції, що зазвичай містяться в її традиційній протилежності — османській придворній музики.
Більшість пісень розповідають історії про реальні події та турецький фольклор, або створені під час пісенних конкурсів поетів-трубадурів. Відповідно до їх походження народні пісні зазвичай грають на весіллях, похоронах і фестивалях.
Регіональна народна музика зазвичай супроводжує народні танці, які значно розрізняються за регіонами. Наприклад, на церемоніях одруження в Егейському регіоні гості танцюють неспішний зейбек, тоді як в інших регіонах Румелії зазвичай грає весела танцювальна музика чіфтетелі, а в південно-східних районах Туреччини звичним видом місцевої весільної музики і танцю є халай. Чіфтетелі — народний танець, що відрізняється від сольного танцю найнятого артиста.
Регіональні особливості мають і народні пісні. Наприклад, пісні з Чорноморського регіону в цілому життєві і відбивають звичаї регіону. Південним регіонам характерні жалібні пісні й голосіння.
Оскільки цей жанр розглядається як музика народу, музиканти із соціалістичних рухів почали адаптувати народну музику до сучасних звуків і аранжувань у формі протестної музики.
У 1970-х і 1980-х роках сучасні барди, такі як Ашик Вейсель і Махсуні Шеріф, що виконували традиційну любовну лірику (ашик), відійшли від духовних закликів до соціально-політично активної лірики.
Іншого сучасного виконавця, Зюльфю Ліванелі, відомого в середині 1980-х років новаторством в об'єднанні радикальних віршів поета Назима Хікмета з народною музикою і сільськими мелодіями, позитивно оціненили ліві діячі Туреччини.
У пізніші часи саз-оркестри, супроводжувані багатьма іншими традиційними інструментами і злиттям з арабськими мелодіями, зберегли популярність народних пісень у Туреччині.
Музичні інструменти

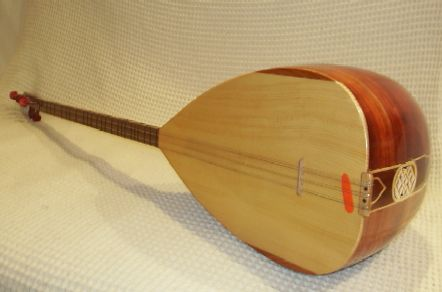
Саз

Серед народних музичних інструментів є струнні, такі як саз; смичкові, наприклад, чорноморське кеменче (скрипка бутлеподібної форми) та кабак кемане (скрипка з корпусом з гарбуза); перкусійні й духові, серед яких зурна, най і давула. Різним регіонам характерні різні інструменти: наприклад, дарбука в Румелії і кеманча в східночорноморському регіоні. Фольклор Туреччини надзвичайно різноманітний, проте, турецька народна музика переважно відзначена одним музичним інструментом, званим саз або баглама (тур. bağlama). Традиційно на сазі грають суто музиканти-гастролери — ашуги, відомі в Туреччині як озани (с тур. ozan — «поет») або релігійні алевітські трубадури, звані ашиками (с тур. aşık — «закоханий»).
Через змішування культур, поширене за часів Османської імперії, саз вплинув на різні культури в Східному Середземномор'ї, наприклад, на грецьку багламу.

### Народна література
Багато народних пісень походить від менестрелів або поетів-бардів (озанів). Вони розвивають турецьку народну літературу від початку XI століття. Музичним інструментом озанів є саз. Вони змагаються в римуванні під музику з іншими озанами, де суперечка закінчується поразкою менестреля, який не може знайти відповідного чотиривірша для рими в історії, що оповідається. Ці народні історії беруться з реального життя, фольклору, снів і легенд. Найвідоміші озани ставлять перед своїм ім'ям слово «Ашик».

### Арабеска
1948 року арабську музику в Туреччині заборонено, але починаючи від 1970-х років імміграція з переважно південно-східних сільських районів у великі міста і, зокрема, в Стамбул, призвела до нового синтезу культури. Це змінило музичний імідж Стамбула. Старі таверни і музичні зали фасильської музики закрилися, поступившись новому виду музики. Городяни створили власний стиль музики, який значною мірою був середньосхідним. Музикознавці зневажливо назвали цей жанр «арабескою» через пронизливий крик, характерний для арабського співу.
Популярність арабески в 1980-х роках так зросла, що навіть загрожувала існуванню турецької поп-музики з висхідними зірками, такими як Мюслюм Гюрсес і Ібрахім Татлисес. У жанрі є елементи різних стилів, від стилю музики для танцю живота, відомого як фантазі (з тур. fantazi — «фантазія») від таких співачок, як Гюльбен Ерген, до англо-американського рок-н-ролу, доданого до арабської музики такими виконавцями, як Орхан Генджебай.
Арабеска не пов'язана з народною музикою. Вона за стилем більше відповідає поп-музиці, заснованій на макамі з османської і турецької класичної музики.

### Релігійна музика

#### Мечетна музика
«Мечетна музика» пов'язана з основною релігією в Туреччині — ісламом; включає азан (заклик до молитви), «Kur'an-ı Kerim» читання Корану), Мевліт (поема Вознесіння) і ілахи (гімни, зазвичай виконувані в групах, часто поза мечеттю). За звучанням мечетна музика у великих міських районах часто нагадує класичну турецьку музику з макамом і поезією: наприклад, Мевліт, заспіваний у Блакитній мечеті в Стамбулі. Суфійська музика рідко асоціюється з мечеттю. Відомим виконавцем мечетної музики був Кані Караджа.

#### Алевітський вплив: ашицька традиція
Вважається, що близько п'ятої частини турецького населення є алевітами, чию народну музику виконують озани, звані ашиками, які подорожують із сазом. Пісні, які походять з центральної частини північно-східного регіону Туреччини, стосуються містичних одкровень, заклинань до алевітських святих і зятя пророка Мухаммеда — Алі ібн Абу Таліба, шанованого алевітами.
Середня Анатолія є батьківщиною бозлака — виду декламативної, частково імпровізованої музики озанів. Нешет Ерташ донині був найвидатнішим сучасним співаком середньоанатолійської музики: співав пісні широкого спектру, серед яких твори досучасних туркоманських ашиків, таких як Караджаоглан і Дадалоглу, і сучасних ашиків, таких як його батько — Мухаррем Ерташ. Навколо міста Сівас музика ашиків має духовний ухил з ритуальними пісенними змаганнями, хоча сучасні озани вивели ашицьку музику на політичну арену.

#### Суфійський вплив: мевлевійська традиція
Послідовники ордену Мевлеві або Кружляючі дервіші — релігійна суфійська секта, унікальна для Туреччини, але добре відома за її межами. Дервіші секти Мевлеві танцюють сему (с тур. sema — «небеса»), постійно кружляючи під музику, яка складається з довгих складних композицій, званих аїн (з тур. ayin — «обряд»). Ці композиції супроводжувалися піснями, на слова поета Джалаледдіна Румі. Найвідомішими виконавцями є Недждет Яшар, Ніязі Саїн, Кудсі Ергюнер і Омер Фарук Текбілек.

### Народний стиль у регіонах
Національні меншини і корінні народи в Туреччині розширили турецькі народні стилі, додавши свого колориту, разом з тим прийнявши турецькі народні традиції і музичні інструменти. Народні пісні впізнавані і розрізняються за регіонами.

#### Егейський і Румелійський регіони
Румелія належить до області Туреччини, яка є частиною південно-східної Європи. Народні пісні з цього регіону схожі з балканською, албанською та грецькою народною музикою, особливо в етнічних меншин і вихідців з Фракія. Кіпрська народна музика також схожа з народними мелодіями цього регіону, наприклад, танцем чіфтетелі. Ці види народних пісень також дуже схожі з музикою османського двору.
Такі міста, як Ізмір, мають подібні мотиви, такі, наприклад, як музика для танцю зейбек.

#### Чорноморський і Каспійський регіони
Середньоазійські тюркські народи з Каспійського регіону справили величезний вплив на основні форми турецької народної музики, насамперед азербайджанська і туркменська народна музика.
Понтійські греки на східному узбережжі Чорноморського регіону мають власний особливий грецький стиль народної музики, мотиви якої використовувала, наприклад, грецька співачка Єлена Папарізу. Діаспора грекомовних понтійців з цього регіону принесла понтійську музику в Грецію після 1924 року в рамках обміну населенням між Туреччиною і Грецією. Танцювальний стиль регіону використовує унікальні рухи, такі як дивні поштовхи плечима і вигини коліна; це такі танці як герасарі, тригона, коц, омал, серра, коцарі і тік.

#### Південно-східні регіони
Південно-східні регіони Туреччини схильні до впливу туркменської і вірменської музики і мотивів музики зазів. Зазвичай це жалібна музика.

## Канто
Італійський театр і опера значно вплинули на турецьку культуру в XX столітті. Як і термінологію мореплавства, музичну й театральну термінологію запозичено з італійської мови. У жаргоні імпровізаційного театру Стамбула сцена називалася «сахано»; закулісся — «коюнту»; задники, що зображують сільську місцевість, називалися «боско», оплески — «фурі», а пісні, виконувані між актами і п'єсами, називалися «канто» (від італ. canto — «співи»).
Імпровізованими мініатюрами були постановки про Карагеза (тіньова лялька) і Ортаоюну (вид традиційного турецького театру просто неба) в дуже спрощеному вигляді. Теми, напрацьовані в цьому традиційному театральному мистецтві, а також їхні характеристики й стереотипи, стали основою нових імпровізаційних вистав тулуату (імпровізованого театру).
Як і їхні італійські колеги, турецькі трупи, щоб зацікавити людей і залучити клієнтів, використовували пісні й музику перед показом, а також між актами.
Канто — це пісні, виконувані соло або в дуеті, засновані на традиційному східному макамі, але виконувані на західних музичних інструментах. Розвиток канто в Туреччині має два періоди. Поділ, особливо з точки зору музичної структури, дуже помітний між раннім канто і канто постреспубліканського періоду. Крім того, можна визначити два стилі в ранньому періоді — Галату і Диреклерараси (райони старого Стамбула). Канто спочатку вкоренився в мюзиклах жителів району Галата: частини міста, відвідуваної матросами, хуліганами і різноробами.
Район Диреклерараси був досить жвавим вночі протягом місяця Рамадан. Тут мали значну популярність трупи Кель Хасана і Абді Ефенді, а потім і Нешида. Саме на час діяльності цих майстрів припали золоті роки канто.
Інструментарій оркестру канто складався з труби, тромбона, скрипки, ударної установки і тарілок. Оркестр грав популярні пісні і марширував перед театром приблизно за годину до вистави, щоб зацікавити публіку. Антракт закінчувався ізмірським маршем, ознакою того, що час шоу наближався. Спектакль розпочинався, коли музиканти заходили й займали свої місця біля сцени.
Співаки канто цього періоду також були композиторами. Створювалися дуже прості мелодії, а тематика пісень стосувалася проблем між чоловіками і жінками, а також відбивала поточні події. Композиції були в таких фундаментальних макамах, як Раст, Хюззам, Хіджаз, Хюсейні і Ніхавент. Пісні канто запам'ятовуються як іменами їх перекладачів, так і їх творців — такими артистів, як Перуз, Шамран, Камелья, Елені, Маленька і Велика Амелья, Марі Ферха і Віржін.
Мистецтво та культурне життя набули нових масштабів зі змінами, викликаними формуванням Турецької Республіки 1923 року. Це був період швидкої трансформації, і її наслідки були значними. Турецькі жінки нарешті здобули можливість з'явитися на сцені, порушивши монополію, що раніше належала румам (грекам зі Стамбула) і вірменським жінкам, які виступали в музичному і не музичному театрі. Заклади, такі як Дарюлбедаї (Стамбульський міський театр) і Дарулельхан (Стамбульська музична консерваторія), вже давно випускали артистів.
Західний спосіб життя і західне мистецтво чинили тиск на традиційні турецькі види музики, і вони були посунуті вбік. Оперета, танго, потім чарльстон і фокстрот затьмарили канто. Популярність канто стала згасати, центри розваг у містах змістилися, а театри в Галата і Диреклерараси закрились. Турецькі артистки не сприймали канто і надавали перевагу іншим стилям.
Приблизно в 1935 році відродився інтересу до канто. Сформувався новий вид, що нехтував фундаментальні принципи старого канто, який набув популярності. Канто тепер перемістився з театральних підмостків на звукозаписні студії. Пісні, у текстах яких порушувались ті ж теми стосунків між чоловіком і жінкою, змішані з сатиричними переживаннями про модні явища і поточні події записувались на грамплатівки на швидкості 78 об/хв. Звукозаписні лейбли запрошували таких музикантів як Каптанзаде Алі Риза Бей, Рефік Ферсан, Драмали Хасан, Садеттін Кайнак, Джюмбюш Мехмет і Мільдан Ніязі Бей. Маками були однаковими, але інструменти змінилися. Тепер канто супроводжувався джюмбюшем (інструмент, схожий на безладовий банджо), удом і калпарою. Домінували фокстрот, чарльстон і ритми румби домінувати. Мелодії складалися більше для слухання, ніж для танцю. Набули популярності співаки Макбуле Енвер, Махмуре і Неріман; Бешикташли Кемаль Сенман був найзатребуванішим учасником дуетів.
Серед тем, досліджуваних новими кантоджу (з тур. kantocu — співак або композитор канто), найчастішим об'єктом сатири стала нова роль жінок, що не відповідає укладу Турецької Республіки. Пісні на кшталт «Sarhoş Kızlar» (з тур. — «П'яні дівчата») або «Şoför Kadınlar» (з тур. — «Жінки-шофери») виконувалися нібито на знак помсти за всі страждання, які вони пережили в минулому, перебуваючи в руках чоловіків. Інші популярні пісні, такі як «Daktilo» (з тур. — «Друкарка») про товариство Secretaries 7 «Bereli Kız» (з тур. — «Дівчина в береті») і «Kadın Asker Olursa» (з тур. — «Якби жінки були солдатами»), були сповнені глузувань і знущань.
Канто раннього періоду, як і в постреспубліканський період, живився переважно культурою Стамбула. Велике й різноманітне населення міста забезпечувало як персонажами, так і подіями, які лягали в основу канто. Канто вплинув на музичний театр. Римська (циганська) музика і культура, яка сама була об'єктом сатири, залишила свій слід у канто. Також важливий вплив мала музика румів, зокрема стамбульських.
Канто є більше узагальненим жанром, ніж музичним терміном. Будь-яку незвичайну мелодію, що спиралася на нинішні тенденції й смаки, будь-яку музику, що виконувалась різними інструментами, яка мала вільну ритміку або якусь новизну, називали канто; це був продукт, міської культури середнього класу Стамбула.
Канто вважався передвісником нинішньої турецької поп-культури.

## Популярна музика
Популярна музика відрізняється від традиційних жанрів стилями, які увійшли в турецьку музичну індустрію після падіння Османської імперії через прагнення до національної модернізації в Турецькій Республіці від 1924 року, відкриття Республіки для західних музичних віянь і розвиток музики всередині країни.

### Поп-музика

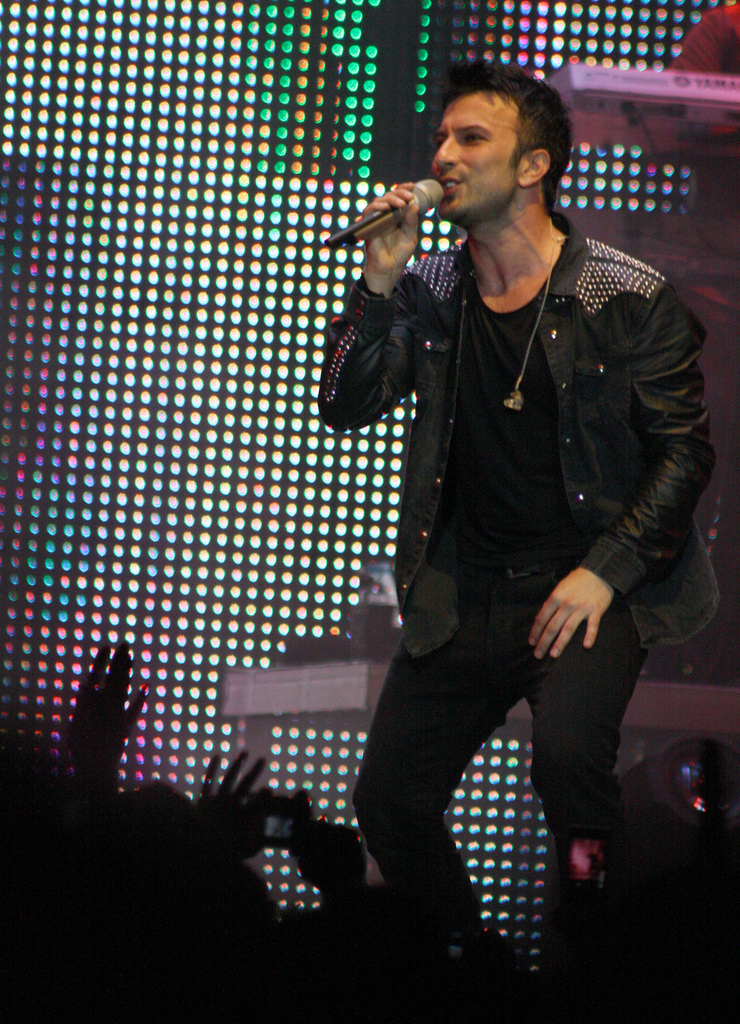
Концерт Таркана, 2011 рік.

Наприкінці 1950-х років турецька поп-музика почала розвиток із запозичення низки іноземних популярних стилів, серед яких рок-н-рол, танго і джаз. Пізніше з'явилися хіп-хоп, хеві-метал і реггі.
Зіркою епохи аранжману (тур. aranjman а ранжування" 1970-х років була Пеккан, яка дебютувала разом з Енріко Масіасом у концертному залі Олімпія в Парижі, тоді як MFÖ (Мазхар-Фуат-Озкан) були знаменитим гуртом турецької поп-сцени, який з успіхом поєднував турецьку просодію з західними стилями. Також однією з найвідоміших турецьких поп-зірок є Сезен Аксу. Вона зробила значний внесок у неповторний турецький стиль у поп-музиці, додавши йому популярності у світі. Вона також була однією з прихильниць участі Туреччини в музичному конкурсі «Євробачення». Її підопічна Сертаб Еренер виграла конкурс 2003 року.
Найпопулярнішими поп-зірками в Туреччині є Таркан, Мустафа Сандал, Кенан Догулу, Сердар Ортач та інші. Таркан з альбомом «Şımarık», композитором Частини пісень якого також була Сезен Аксу, домігся успіху в Європі й Латинській Америці. Мустафа Сандал також мав 2005 року успіх у Європі з синглом «Isyankar».

### Турецький хіп-хоп
Турецький хіп-хоп створений турецькими трудовими мігрантами в Німеччині, які у своїх текстах використовували тему розчарування ставленням Німеччини до мігрантів. 1995 року турецько-німецька громада створила хіп-хоп-гурт Cartel, сприйнятий неоднозначно в Туреччині та Німеччині через революційну тематику текстів пісень.
Хіп-хоп нині має широку популярність серед молодого покоління в Туреччині. Ceza, Sagopa Kajmer, Gazapizm, Sansar Salvo, Pit10, Şehinşah, Hayki, Saian — популярні виконавці сучасної реп-музики в Туреччині. Популярним є також турецький хіп-хоп-гурт Turks with Attitude з треком «My Melody», заснованим на треку американського реп-дуету Eric B. & Rakim — «Check Out My Melody» з використанням арабески.

### Турецький транс
Найперший транс у Туреччині з назвою «Yalnızlık Düşünceler» написав Муртаза Ходжамі.

### Анатолійський рок

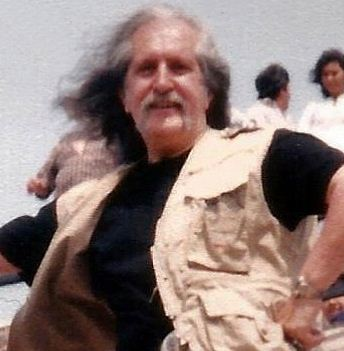
Бариш Манчо

Турецький рок почав розвиватися від середини 1960-х років, коли з'явилися популярні рок-гурти в США і Великій Британії. Незабаром виникло своєрідне турецьке злиття року і народної музики, яке отримало назву анатолійський рок — визначення, яке нині пов'язують з більшістю турецького року. У 1970-1980-х, з розвитком у США та Європі психоделічного року, в Туреччині він набув значної популярності через нерідке використання західними рок-групами східних мотивів (наприклад, у Pink Floyd). Еркін Корай, Джем Караджа, Сельда Багджан і Бариш Манчо — найвідоміші рок-виконавці, а Moğollar Kurtalan Ekspres — найвідоміші гурти класичної анатолійської рок-музики. Перші композиції Бариша Манчо відносять до витоків анатолійського року.

### Нашид
Ісламський нашид (з ар. أناشيد — «пісні») також дуже популярний у деяких турків. Найпопулярнішим виконавцем нашиду в Туреччині є британський співак азербайджанського походження Самі Юсуф, концерт якого в Стамбулі зібрав понад 200 000 осіб. Інший популярний турецький співак — Ферідун Оздемір, який співає переважно про Аллаха й істинну віру.

### Хеві-метал і індастріал
Pentagram (за кордоном знаний як Mezarkabul) і Almora — турецькі гурти, які виконують рок у жанрі хеві-метал і індастріал. Відомими сольними виконавцями є Огюн Санлисой і Хайко Джепкін.

### Блек-метал і дез-метал
У жанрі блек-метал і дез-метал працюють турецькі андеграунд-гурти Witchtrap, Ehrimen, Satanized, Godslaying Hellblast, Burial Invocation, Deggial, Decaying Purity.

### Поп-рок
У середині 1970-х років на турецькій музичній сцені з'явився Бюлент Ортачгіл, який для молодих музикантів став зразком для наслідування.

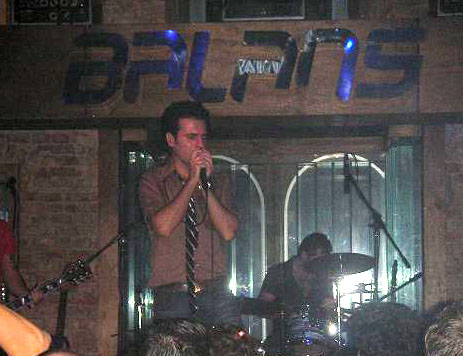
Концерт Теомана в Стамбулі

Інші успішні турецькі рок-гурти з західнішим звучанням — maNga, Duman і Mor ve Ötesi. Сольні рок-виконавці — Шебнем Ферах, Озлем Текін і Теоман. У Туреччині також проводяться численні великі рок-фестивалі та заходи. Серед щорічних рок-фестивалів у Туреччині: Barışarock, H2000, Rock'n Coke і RockIstanbul.

### Андеграундна і клубна музика
У Туреччині багато клубів, особливо в Егейському регіоні. Альтернативна музична сцена, однак, походить переважно з розвиненої андеграундної клубної сцени Стамбула, в якій діджеї об'єднують минуле з сьогоденням, використовуючи традиційні мотиви зі звуками нью-ейджа і електронною музикою. Меркан Деде став одним з найуспішніших діджеїв Туреччини, змішуючи транс з історичними й містичними суфійськими піснями. Іншим всесвітньо визнаним виконавцем з андеграундної музичної сцени Туреччини є Мерт Юджел. Він випустив перший у Туреччині альбом у жанрі хауз.

### Вплив сирійських та інших біженців та іммігрантів на музичну культуру
Приплив іммігрантів і біженців із Сирії, Іраку, Пакистану, Центральної Азії й африканських країн вплинув на турецьку музичну культуру, особливо на Стамбул. Такі гурти, як Bandista, Country for Syria і Saktat, змішують музику різних стамбульських громад біженців, створюючи суміш турецького, арабського, грецького і західного стилів. У розвитку цього стилю значна роль вуличних музикантів.

## Музична індустрія
Турецька музична індустрія включає низку галузей: від звукозаписних компаній до радіостанцій і громадських і державних оркестрів. Більшість великих звукозаписних компаній базуються в районі Ункапани в Стамбулі, і представлені турецьким товариством звукозапису (MÜ-YAP). Найбільші звукозаписні компанії виробляють матеріали для артистів, які підписалися на лейбл, назва торгової марки, часто асоціюється з конкретним жанром або музичним продюсером. Звукозаписні компанії можуть також просувати і продавати послуги артистів за допомогою публічних виступів і концертів, а також виступи на телебаченні.
В останні роки музична індустрія Туреччини потрапляла в скандали через з зростання нелегальних завантажень музики, захищеної авторським правом, і ситуацію з інтернет-піратством у цілому. 13 червня 2006 року Турецьке товариство звукозапису і The Orchard — провідний дистриб'ютор незалежної музики в світі, досягли угоди про цифрову глобальну дистрибуцію.
У Туреччині немає розвиненого ринку синглів, індустрія більше орієнтована на альбоми, хоча популярні співаки, такі як Енджа Евджімік і Таркан, з успіхом випустили сингли. Більшість турецьких музичних чартів не орієнтуються на продажі альбомів, а вимірюють популярність завдяки зворотному зв'язку від музичних кліпів і радіослухачів.
Турецькі радіостанції часто транслюють популярну музику. З появою на початку 1990-х років комерційного радіо і телебачення, внаслідок чого припинилась монополія «Турецької телерадіокомпанії» (TRT), турецькі газетні медіамагнати відкрили багато теле- і радіокомпаній. Ці компанії спонсорують різні музичні премії, такі як Kral TV, але більшість акредитованих музичних премій засновані на продажах, що надаються такими промисловими товариствами, як MÜ-YAP і MJS.
Хоча великі звукозаписні компанії домінують на турецькому музичному ринку, існує незалежна музична індустрія (інді-музика). Інді-музика переважно пов'язана з локальними лейблами з обмеженим роздрібним розповсюдженням за межами невеликого регіону. Співаки іноді записуються для інді-лейблу, щоб отримати достатнє визнання для підписання контракту з великим лейблом; інші вважають за краще залишатися на інді-лейблі протягом усієї кар'єри. Інді-музика може створюватися в стилях, схожих на масову музику, але часто недоступна, незвична або неприваблива для масового слухача. Інді-музиканти часто випускають деякі або всі свої пісні в інтернеті для безкоштовного скачування і прослуховування.
Серед найуспішніших турків за кордоном, пов'язаних з інді-музикою, Ахмет Ертегюн і його брат Несухі Ертегюн із Atlantic Records, які мали значний вплив на R&B і соул у Північній Америці і потрапили в Зал слави рок-н-ролу.

## Музична освіта

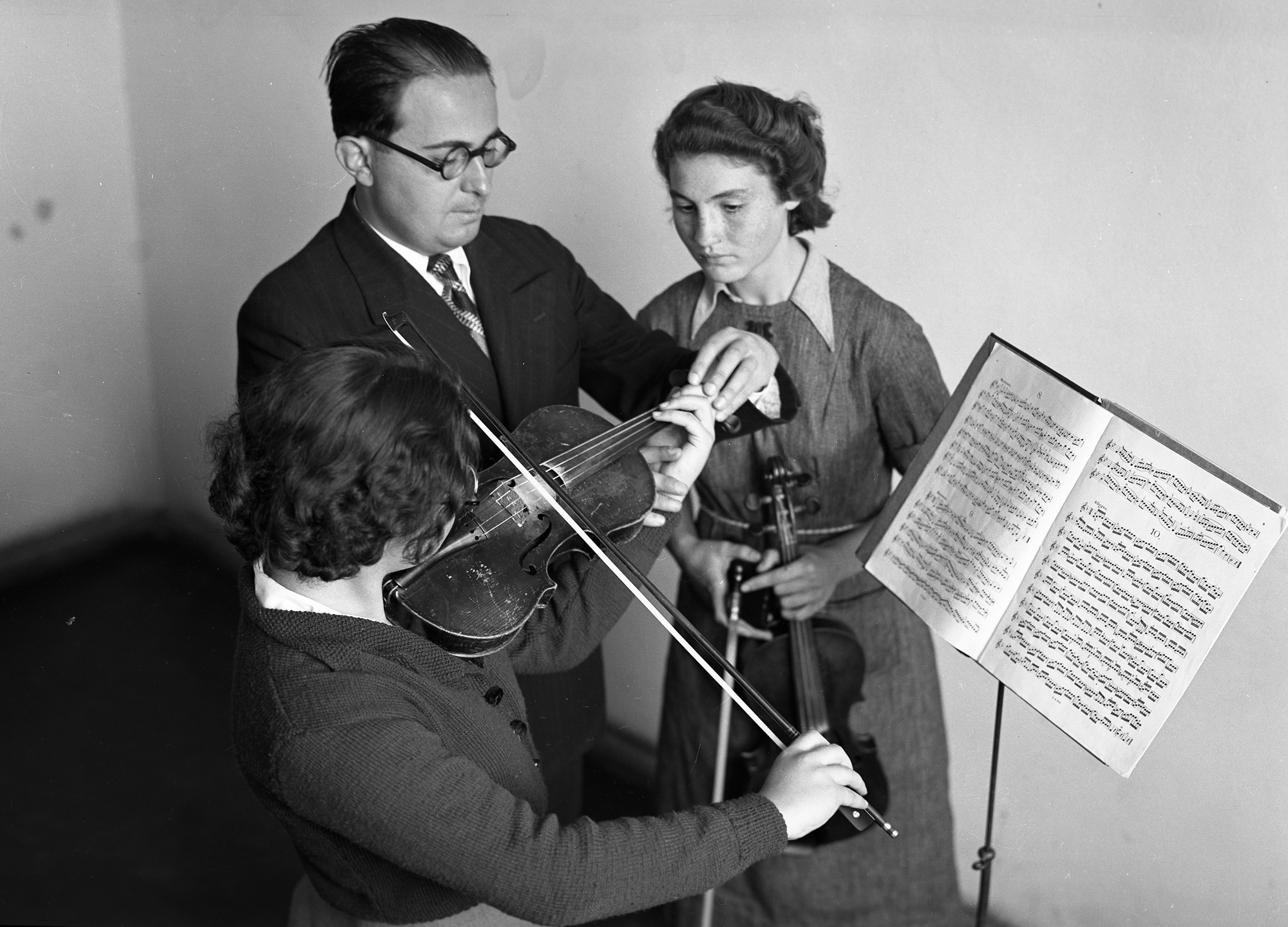
Школа викладачів музики, 1930-ті роки. (нині Анкарська державна консерваторія)

Музика займає своє місце в освіті в Туреччині і є частиною більшості або всіх шкільних систем у країні. Вищі школи зазвичай пропонують заняття зі співу, переважно хорові, та інструментальні у формі великого шкільного гурту або соціальних клубів і спільнот турецької класичної або народної музики, відомих як джемієт (с тур. cemiyet — «товариство»). Музика також є частиною постановок шкільних драмгуртків. Багато державних і приватних шкіл спонсорують музичні клуби і гурти, найчастіше включають маршову групу, яка проводить марші Мехтер на шкільних фестивалях. Проте час, що приділяється музиці в школах, обмежений, і значна частина дітей і дорослих має обмежені музичні здібності.
Вища освіта в галузі музики в Туреччині переважно базується на великих університетах, пов'язаних з державними музичними академіями та консерваторіями. Консерваторія зазвичай є відділом університету, а не окремою установою. Багато студентів вступають у консерваторії в звичайному для вступу до університету віці, в деяких консерваторіях також є ліцей — спеціалізована музична школа для дітей віком від 14 до 18 років. Консерваторії часто мають відділ музикознавства і проводять дослідження з багатьох стилів музики, особливо турецьких традиційних жанрів, а також зберігають музичні бази даних у своїх звукових бібліотеках.

## Свята та фестивалі
Музика — важлива частина деяких турецьких свят і фестивалів, особливо в святкуванні Наврезу і релігійних свят, таких як Рамадан. Новий рік — традиційний час для танцюристів танцю живота, весілля святкують під веселі мелодії, а похорони оплакуються під жалібну музику. «Марші Незалежності» — важлива частина свят національної незалежності та Міжнародного дня захисту дітей, відбуваються 23 квітня і 30 серпня в День Перемоги — свято, приурочене до річниці війни за незалежність Туреччини. Музика також є складовою регіональних фестивалів, які відзначаються по всій країні, наприклад, на музичному і танцювальному Параді і фестивалі в Зонгулдаку.
Стамбул, Анкара й Ізмір також є домом для численних музичних фестивалів різних стилів, від блюзу й джазу до інді-року і хеві-металу. Деякі музичні фестивалі строго локальні за своїми масштабами, ними керують місцеві промоутери. Останнім часом великі компанії безалкогольних напоїв організовують свої музичні фестивалі, такі як Rock'n Coke і Fanta, які приваблюють багатьох людей.

## Примітка
1. 1 2 3 4 5 6 7 8 9  Stokes, Martin (2000). Sounds of Anatolia. Penguin Books. ISBN 1-85828-636-0., стр. 396—410.
2. ↑  «History of music in Turkey».
3. ↑  «Istanbul Music Scene».
4. ↑  «Tradition of Notation in the History of Turkish Music».
5. ↑  Üsküdar Musiki Cemiyeti
6. ↑  «The Ottoman Music».
7. ↑  «The Fasil».
8. ↑  Гарем до и после Хюррем
9. ↑  Персидская и турецкая музыка
10. ↑  «Male belly dance in Turkey».[недоступне посилання]
11. ↑  Танцы с драконами. Мифы и легенды
12. ↑  Музыка в цыганской культурной традиции
13. ↑  Гид: Стамбул
14. ↑  Как развивалась музыкальная культура в Турции
15. ↑  Дарбука. Архів оригіналу за 26 січня 2017. Процитовано 16 лютого 2018. [Архівовано 2017-01-26 у Wayback Machine.]
16. ↑  «Ottoman Military Music».
17. ↑  Парад военного оркестра янычар
18. ↑  Дунай. Река империй
19. ↑  «A Levantine life: Giuseppe Donizetti at the Ottoman court».
20. ↑  Bellman, Jonathan (1993). The Style Hongrois in the Music of Western Europe. Northeastern University Press. ISBN 1-55553-169-5. стр. 13-14.
21. ↑  Турецкая музыка: история и критика[недоступне посилання]
22. ↑  Dave BRUBECK: История. Архів оригіналу за 16 березня 2019. Процитовано 30 квітня 2021. [Архівовано 2019-03-16 у Wayback Machine.]
23. ↑  Onedio.com. İstiklal Marşı'nın Bestecisi Osman Zeki Üngör'ün Hayatına Dair Bilgiler (Turkish) . Onedio. Процитовано 22 серпня 2019.
24. ↑  Bartok, Bela & Suchoff, Benjamin (1976). Turkish Folk Music from Asia Minor (The New York Bartok Archive Studies in Musicology, No. 7). Princeton University Press. ISBN 0-691-09120-X., стр. 50.
25. ↑  Музыка. Архів оригіналу за 16 вересня 2023. Процитовано 16 лютого 2018.
26. ↑  Erderner, Yıldıray (1995). The Song Contests of Turkish Minstrels: Improvised Poetry Sung to Traditional Music (Milman Parry Studies in Oral Tradition). Garland Science. ISBN 0-8153-1239-3., стр. 36.
27. ↑  «Introduction to Sufi Music and Ritual in Turkey».
28. ↑  Сельджукская эпоха истории Кавказа
29. ↑  «Minstrel Literature».
30. ↑  Общие элементы из устной поэзии в кыргызской и турецкой литературе[недоступне посилання]
31. ↑  Gülben Ergen: Kalbimi Koydum
32. ↑  Arabesk Kültür. Архів оригіналу за 5 квітня 2016. Процитовано 30 квітня 2021. [Архівовано 2016-04-05 у Wayback Machine.]
33. ↑  Сакрально-религиозная музыка народов Дагестана в современных социо-культурных условиях
34. ↑  Как читали Коран татары?
35. ↑  Философские аспекты суфизма
36. ↑  Этот день в истории — 29 мая[недоступне посилання]
37. ↑  Турецкий феномен: ислам и марксизм в одном флаконе
38. ↑  А. Игнатенко. Маджнун и Дон Кихот
39. ↑  Особенности турецкого музыкального фольклора. Архів оригіналу за 30 квітня 2021. Процитовано 30 квітня 2021.
40. ↑  Умер турецкий бард Нешет Эрташ[недоступне посилання]
41. ↑  Sivas'ta Ozanlar Müzesi açıldı
42. ↑  «The Sema».
43. ↑  Еврейская музыка Османской империи
44. ↑  Шииты в османской империи[недоступне посилання з Декабрь 2019]
45. ↑  İzmir'de 4 bin kişi aynı anda zeybek oynadı
46. ↑  «Pontic Music Page».
47. ↑  Perkembangan Musik Timur Tengah
48. ↑  A voice of their own: Music and social cohesion in Turkish Alevi life
49. ↑  Büyük Türkçe Sözlük[недоступне посилання]
50. ↑  Direklerarası'nı bir de böyle dinleyin. Архів оригіналу за 2 січня 2018. Процитовано 30 квітня 2021. [Архівовано 2018-01-02 у Wayback Machine.]
51. ↑  Melez Bir Müzik «Kanto». S. Zeki Çavdaroğlu
52. ↑  Sen sarıl, o sana sarılmazsa
53. ↑  Digital Tradition: Arrangement and Labor in Istanbul's Recording Studio Culture
54. ↑  Сертаб Эренер — победительница конкурса «Евровидение» 2003 года. Архів оригіналу за 13 березня 2016. Процитовано 30 квітня 2021. [Архівовано 2016-03-13 у Wayback Machine.]
55. ↑  Cahit Berkay: «Tarkan, Kenan Doğulu ve Mustafa Sandal 10'lu yaşlara hitap ediyor»
56. ↑  «Migrant Workers in Germany — „The Lowest of the Low“».
57. ↑  The Story of Turkish Hip Hop
58. ↑  Анатолийский рок: объединить западную музыку и народные традиции. Архів оригіналу за 16 лютого 2018. Процитовано 16 лютого 2018.
59. ↑  Известный исполнитель нашидов Сами Юсуф встретит Ураза-байрам в Казани
60. ↑  Islamic Pop Music in Turkey
61. ↑  The Music Sound
62. ↑  Hayko Cepkin
63. ↑  Extreminal Web’zine — Röportaj. Архів оригіналу за 16 лютого 2018. Процитовано 16 лютого 2018. [Архівовано 2018-02-16 у Wayback Machine.]
64. ↑  Pop music takes shape
65. ↑  İşte Mercan Dede
66. ↑  Günün albümü: Elektronik müziğe ‘His’ nakli
67. ↑  Meet the migrant musicians bringing new sounds to Istanbul.
68. ↑  «The Orchard Signs Global Distribution and Marketing Agreement With MU-YAP».
69. ↑  İstanbul'da her yıl yapılan festivaller neler?[недоступне посилання з Декабрь 2019]